# Автошлях Р 65
Автошля́х Р 65 — автомобільний шлях регіонального значення на території України. Пов'язує два митних переходи української держави Миколаївку і Катеринівку.
Проходить територією Чернігівської та Сумської областей через Миколаївку (пункт пропуску) — Семенівку — Новгород-Сіверський — Шостку — Глухів — Катеринівку (пункт контролю).

## Загальна довжина
Контрольно-пропускний пункт «Миколаївка» — Семенівка — Новгород-Сіверський — Глухів — контрольно-пропускний пункт «Катеринівка» — 127 км.

## Маршрут
Автошлях проходить через такі населені пункти:
| Автошлях Р 65                |                                                                |  |
| Чернігівська область         |                                                                |  |
| Новгород-Сіверський район    |                                                                |  |
| Миколаївка (пункт пропуску)  |                                                                |  |
| Миколаївка                   | Т 2512                                                         |  |
| Семенівка                    | Т 2502                                                         |  |
| Іванівка                     |                                                                |  |
| Машеве                       |                                                                |  |
| Муравейник                   |                                                                |  |
| Лизунівка                    |                                                                |  |
| Печенюги                     |                                                                |  |
| Форостовичі                  | Н27                                                            |  |
| Новгород-Сіверський          |                                                                |  |
| Путивськ                     |                                                                |  |
| Сумська область              |                                                                |  |
| Шосткинський район           |                                                                |  |
| Пирогівка                    |                                                                |  |
| Богданівка                   |                                                                |  |
| Богданка                     |                                                                |  |
| Шостка                       | на Вороніж Т 1907 на Зноб-Новгородське Т 1908 на Ямпіль Т 1912 |  |
| Гамаліївка                   |                                                                |  |
| Макове                       |                                                                |  |
| Собичеве                     |                                                                |  |
| Долина                       |                                                                |  |
| Слоут                        |                                                                |  |
| Береза                       | E101E391М02Т 1915                                              |  |
| Глухів                       | E38Р44                                                         |  |
| Заруцьке                     |                                                                |  |
| Катеринівка                  |                                                                |  |
| Катеринівка (пункт контролю) |                                                                |  |